# 1886 في المملكة المتحدة
فيما يلي قوائم الأحداث التي وقعت خلال عام 1886 في المملكة المتحدة.

## سياسة

### تعيين في المنصب
- 1 فبراير – وليم غلادستون رئيس وزراء المملكة المتحدة،زعيم معارضة.
- 6 فبراير – أرشيبالد بريمروز وزير الدولة للشؤون الخارجية وشؤون الكومنولث [الإنجليزية]‏.
- 8 فبراير – جورج تريفليان وزير الدولة لشؤون اسكتلندا [الإنجليزية]‏.
- 25 يوليو – روبرت سيسل رئيس وزراء المملكة المتحدة.
- 5 أغسطس – آرثر جيمس بلفور وزير الدولة لشؤون اسكتلندا [الإنجليزية]‏.

### انتهاء فترة المنصب
- 28 يناير – روبرت سيسل رئيس وزراء المملكة المتحدة.
- 1 مارس – جورج تريفليان وزير الدولة لشؤون اسكتلندا [الإنجليزية]‏.
- 20 يوليو – وليم غلادستون رئيس وزراء المملكة المتحدة.
- 3 أغسطس – أرشيبالد بريمروز وزير الدولة للشؤون الخارجية وشؤون الكومنولث [الإنجليزية]‏.

## رياضة
- 1 يناير – بطولة ويمبلدون 1886

## كتب
من الكتب التي صدرت هذه السنة في المملكة المتحدة:
- 1 يناير – عمدة كاستربريدج من تأليف توماس هاردي.

## مواليد

### يناير
- 2 يناير – أبسلي شيري جيرارد مستكشف بريطاني.
- 29 يناير – آرثر لوي لاعب كرة مضرب من المملكة المتحدة.

### فبراير
- 2 فبراير – فرانك لويد مخرج أفلام بريطاني.
- 10 فبراير – ديك سميث

### مارس
- 5 مارس – باولو رادميلوفيتش
- 5 مارس – فريدي ويلز ملاكم من المملكة المتحدة.
- 7 مارس – جيفري إنغرام تايلور
- 17 مارس – باتريشيا أميرة كونوت رسامة من المملكة المتحدة.
- 22 مارس – جيمي سبيرز لاعب كرة قدم إنجليزي.

### يونيو
- 12 يونيو – فردريك بيك
- 18 يونيو – جورج مالوري

### يوليو
- 2 يوليو – ويليام هاموند درّاج طريق من المملكة المتحدة.
- 10 يوليو – جون فيريكير عسكري من المملكة المتحدة.
- 23 يوليو – آرثر ويتن براون ملاح من المملكة المتحدة.

### أغسطس
- 27 أغسطس – راندولف ليكت

### سبتمبر
- 8 سبتمبر – سيغفريد ساسون
- 13 سبتمبر – روبرت روبنسون
- 25 سبتمبر – ماي ساتون لاعبة كرة مضرب من الولايات المتحدة.
- 26 سبتمبر – أرشيبالد هل

### نوفمبر
- 6 نوفمبر – إيان هيلبرون كيميائي بريطاني.

### ديسمبر
- 10 ديسمبر – فيكتور مكلاغلن
- 14 ديسمبر – مات ويلز ملاكم من المملكة المتحدة.
- 30 ديسمبر – توماس جونسون درّاج طريق من المملكة المتحدة.

## وفيات

### أبريل
- 3 أبريل – آرثر بيمبر (مواليد 1835) لاعب كرة قدم إنجليزي.

### أكتوبر
- 8 أكتوبر – جورج فرنتش أنغس (مواليد 1822)
- 21 أكتوبر – فريدريك غوثري (مواليد 1833) فيزيائي بريطاني.